# Надьката
Надьката (угор. Nagykáta) — місто в центральній частині Угорщини, у медьє Пешт. Населення — 12 991 осіб (2001).

## Відомі особистості
В поселенні народився:
- Габор Матрай (1797—1875) — угорський бібліотекарь і композитор.

## Міста-побратими
- Альфонсіне, Італія